# Lomatia fuscipennis
Lomatia fuscipennis är en tvåvingeart som beskrevs av Josef Aloizievitsch Portschinsky 1887. Lomatia fuscipennis ingår i släktet Lomatia och familjen svävflugor. Inga underarter finns listade i Catalogue of Life.